# Іспанська фаланга
Іспанська Фаланга (ісп. Falange Española) — ультраправаполітична партія в Іспанії. Заснована в 1933 році Хосе Антоніо Прімо де Ріверою, за часів режиму Франко — єдина керівна партія. Після 1975 року існує декілька партій і рухів, що претендують на монопольне право називатись фалангістськими.

## Ідеологія
Ідеологія Фаланги (націонал-синдикалізм) історично близька деяким аспектам італійського фашизму і сформульована у 27-ми «Початкових пунктах» Хосе Антоніо Прімо де Рівери. Серед основних ідеалів громадянина мались на увазі не тільки національна кров, але й Католицька Церква. Також малося на увазі відновлення Іспанії як великої держави, налагодження культурних і політичних зв'язків з іспаномовними країнами з подальшим відновленням Іспанської імперії. На відміну від італійського фашизму Фаланга категорично заперечувала політичні партії та однаково вороже ставилася як до лівих, так і до правих рухів.

## Символи

Прапор Іспанської Фаланги

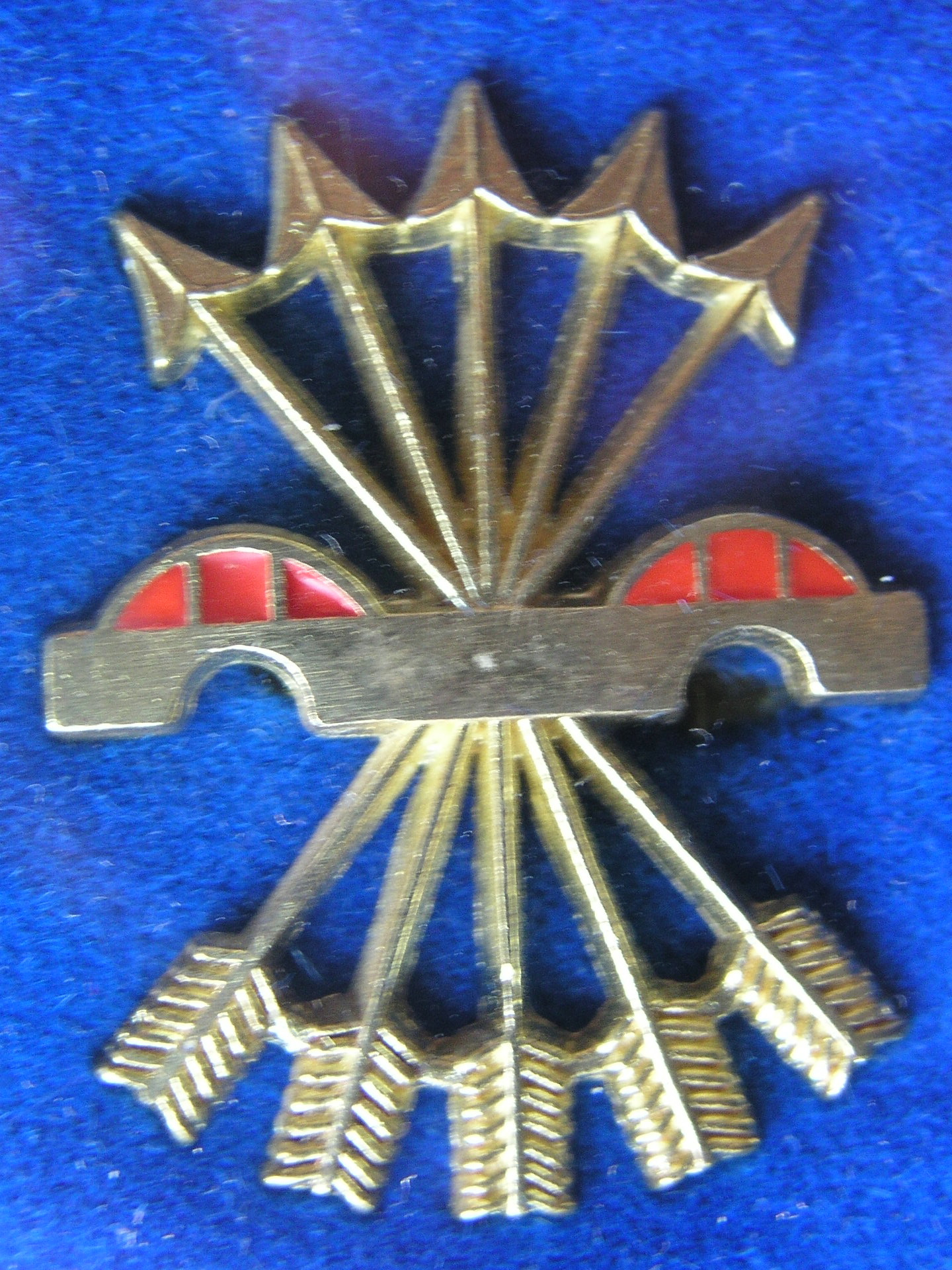
Символ фалангістів — ярмо і стріли

Форменим одягом фалангістів була синя сорочка, за звичайним кольором комбінезонів робочих, інтереси яких Фаланга, по ідеї, повинна була захищати. Взагалі синій — колір багатьох атрибутів Фаланги; звідси, наприклад, назва добровольчої дивізії, що воювала в складі вермахту проти СРСР (в радянські часи було помилково перекладено як «Блакитна дивізія» — в іспанській мові «синій» і «блакитний» — одне слово).
Емблема — ярмо і стріли (Yugo y flechas)  — символ католицьких королів (Ізабелла I Кастильська і Фердинанд II Арагонський  — об'єднувачі Іспанії). Ярмо (ісп. Yugo) і стріли (ісп. Flechas) взяті, тому що перші літери відповідних слів збігаються з ініціалами королів YF).    
Прапор Фаланги — поперечна вертикальна смуга чорного кольору на червоному тлі, із зображенням ярма і стріл на ній. Кольори прапора запозичені в анархо-синдикалістів, прапор символізував ідеали свободи, рівності та братерства (хоча їх розуміння значно відрізнялося від лівореволюційного).
Гімн — «Обличчям до сонця».
Привітання — піднята права рука (див. Римський салют), фраза-гасло ¡Arriba España! (Вставай, Іспанія!).
Девіз — «Єдина, велика і вільна» (Іспанія)  ісп. ¡Una, Grande y Libre!).  
Фалангісти використовували звернення «товариш» (в формі camarada), звертаючись один до одного на «ти».

## Історія

### Фаланга до Громадянської війни
12 квітня 1931 р. в Іспанії відбулись муніципальні вибори, на яких перемогли прихильники республіки. 14 квітня король Альфонс XIII втік з країни, і того ж дня Іспанію було проголошено республікою.
На виборах 1933 р. перемогли партії правого блоку, які згорнули реформи. Проти противників уряду було застосовано військову силу. В 1933 р. син колишнього диктатора Хосе Антоніо Прімо де Рівера утворив партію Іспанська фаланга. Вона виступила за ліквідацію республіки, встановлення унітарної держави з сильною владою, за розширення прав католицької церкви.В 1934 році вона об'єдналася з Комітетами націонал-синдикалістського настання Раміро Ледесми. Участь партії у виборах було невдалим, вона прагнула позиціювати себе як «антипартія» вуличної боротьби й була активно залучена в політичне насильство, поширене тоді в країні.

### Фаланга в роки Громадянської війни 1936-1939 рр.
17 липня 1936 р. в Іспанському Марокко почався заколот. На бік заколотників перейшло 80 % складу іспанської армії, авіація і флот залишились вірними республіці. У країні почалась громадянська війна. Організатори заколоту Х-А. Прімо де Рівера був заарештований і страчений, Санхурно загинув у авіакатастрофі, Франко з марокканськими військами був блокований республіканським флотом у Марокко. На допомогу франкістам прийшли Італія і Німеччина, які перекинули марокканську армію в Іспанію і надали заколотникам зброю. Згодом 200 тис. італійських та німецьких військ взяли участь у війні на боці франкістів.
У 1936—1937 pp. основні бойові дії точились навколо Мадрида, але всі наступи франкістів були відбиті. Не допомогли їм і прихильники у самій столиці, так звана «п'ята колона». Після невдалої спроби взяти Мадрид франкістами Німеччина та Італія почали відкриту інтервенцію. Спроба італійського корпусу завдати удару з північного заходу по військах республіканців, які обороняли Мадрид, була невдалою. Під містечком Гвадалахара у березні 1937 р. італійський корпус було розгромлено.
Франкісти після цієї поразки перенесли основні зусилля у Каталонію. У квітні 1938 р. армії франкістів вдалось відокремити Каталонію від іншої території республіки. Спроба армії республіканців розірвати блокаду, здійснивши наступ у липні 1938 р., не вдалась. На початку 1939 р. Каталонія була захоплена. Райони, контрольовані республіканцями, були відрізані від Франції.
27 лютого 1939 р. Англія і Франція розірвали дипломатичні відносини з республіканським урядом і визнали уряд Франко.
6 березня 1939 р. командувач обороною Мадрида полковник Касадо здійснив переворот, повалив республіканський уряд і вступив у переговори з Франко. Спроба комуністів підняти повстання була придушена. На територію, контрольовану республіканцями, вступили франкістські війська. В Іспанії було встановлено диктатуру генерала Франко (березень 1939 р. — листопад 1975 р.). Франкісти почали репресії проти своїх противників. З 1939 р. до 1944 р. надзвичайні трибунали винесли смертні вироки 200 тис. чол.
За час війни загинуло 1 млн осіб, 500 тис. залишили країну.

### Національний рух
Після зближення з США місце фалангістів в уряді займають «технократи» з Opus Dei. Іспанська Фаланга традиціоналістів, пізніше перейменована в Національний рух (ісп. Movimiento Nacional), однак, залишається першим етапом політичної кар'єри для більшості функціонерів режиму.

## Франкістська фаланга
Суть відмінностей між початковим фалангізмом і франкізмом зводилася до наступного.

Прапор Іспанії часів Франко

По-перше, фалангісти були радикальною опозиційною й навіть революційною силою, їх вождь-мислитель був прихильником романтичного, консервативно-революційного «третього шляху», а традиціоналістська фаланга Франко є державною партією реставрації на чолі з військовим диктатором.
По-друге, фалангісти схилялися до язичницького культу Батьківщини, раси, героя і вождя, за яким ховався антиклерикалізм. Франко ж, хоча і був не менш харизматичним вождем, ніж Хосе Антоніо Прімо де Рівера, стояв на стороні Церкви й вважав, що Іспанія може бути тільки католицькою державою.
По-третє, фалангісти з їхньою націонал-синдикалистською спадщиною і всіма її атрибутами, були скоріше лівим рухом, франкізм же, підпорядкував профспілки корпоративної державній системі, був типово правим, і по духу і по методу управління.
Реалізація націонал-реставраційної програми франкізму відбувалася в умовах збройної громадянської війни (1936-1939). Її мета полягала в тому, щоб за допомогою армії, що спирається на консервативно-реваншистські сили, відновити традиційну соціальну ієрархію: позбавити «масонів», тобто лівих прогресистів і лібералів, влади, повернути права аристократії, в тому числі королівської сім'ї, зупинити атеїстичну пропаганду, підняти авторитет офіційної Церкви, не допустити розвалу країни на «радянські республіки», що передбачала соціалістична революція.

### Закордонні «філії»
В іспаномовних країнах і країнах з великими іспаномовними громадами Фаланга намагалася створити власні представництва та «філії». Так, на Філіппінах деякий час існувала Філіппінська фаланга, що складалася в основному з громадян Іспанії.

## Після Франко
Основна стаття: Іспанська фаланга (1977)
Після початку демократичного процесу в Іспанії й введення багатопартійності Національний рух через відсутність чіткої ідеології та прагнення більшості населення до змін виявилася в невигідному становищі. Уже в 1977 році в судах розглядалися позови про правомірність використання назви «Фаланга» трьома угрупованнями. Вважається, що інфраструктура Національного руху використовувалася її колишніми членами, в першу чергу М. Фрага, для створення партії Народний Альянс, згодом Народна партія Іспанії  — керівна в 1996-2004 роки.
Основні ідеологічні спадкоємці Фаланги — FE / La Falange (сайт www.mfe.mforos.com [Архівовано 28 жовтня 2020 у Wayback Machine.]), Falange Española de las JONS (сайт www.falange.es [Архівовано 30 жовтня 2020 у Wayback Machine.]) і Falange Auténtica (сайт www.falange-autentica.org [Архівовано 31 жовтня 2020 у Wayback Machine.]). Ці та інші організації періодично беруть участь у виборах (скоріше для отримання безкоштовного часу на телебаченні), організовують мітинги та пікети, не володіючи реальним впливом у країні.